# WeGame
WeGame（原腾讯游戏平台）是腾讯推出的游戏发行平台，于2017年9月1日正式上线。

## 历史
2017年4月20日，腾讯互动娱乐年度发布会上，腾讯正式推出WeGame。在WeGame正式上线后，腾讯游戏平台TGP被强制升级为WeGame。
2020年12月23日，WeGame宣布，未来对在该平台上线的流水1000万以内的中国产单机游戏不做抽成。

## 翼計畫
提供給遊戲開發草創團隊的天使項目，提供注册签约、2周游戏接入、各種SDK、云存档空間、MOD、关系链、联机等等騰訊支援扶植。並通過WE动态對社群媒體知名博主推送，作為網路行銷。